# Chefe (DC Comics)
O Chefe (Niles Caulder, Ph.D.) é um personagem da DC Comics e o líder da Patrulha do Destino.
O Chefe apareceu em numerosas animações de televisão e filmes. Caulder teve sua primeira adaptação em live-action como uma personagem convidado na série de televisão Titans para o novo serviço de streaming da DC, e foi interpretado por Bruno Bichir. Ele fará parte do elenco principal da série de televisão Doom Patrol, também para o serviço de streaming da DC. Timothy Dalton substituirá Bichir.

## História de publicação
Ele apareceu pela primeira vez em My Greatest Adventure #80 (Junho de 1963) e foi criado por Arnold Drake e Bruno Premiani. De acordo com Drake, o co-escritor da edição, Bob Haney, não foi trazido para o projeto até depois que o Chefe foi criado.
Drake confirmou em uma entrevista que sua inspiração para o Chefe foi a obra de Sir Arthur Conan Doyle, especificamente o irmão mais velho de Sherlock Holmes, Mycroft.

## Biografia do personagem
O Dr. Niles Caulder é um paraplégico dotado de um intelecto de nível genial. Caulder usa seu conhecimento científico para desenvolver numerosas invenções e inovações que o tornaram rico. Caulder fundou e organizou a equipe chamada Patrulha do Destino para proteger os inocentes e combater o crime, e para ensinar a humanidade a aceitar os outros que vivem como "aberrações" ostracistas, que foram radicalmente transformados em terríveis acidentes. Foi a genialidade de Caulder que permitiu que os membros da equipe sobrevivessem (por exemplo, ele projetou o corpo do Homem-Robô, elaborou ataduras medicadas para o Homem-Negativo), e ajudou a garantir a suas "aberrações" incríveis habilidades.
Caulder desenvolveu um interesse em criar uma vida melhor em uma idade jovem. Provando em uma idade jovem poderia ser um inventor brilhante e engenheiro, Caulder recebeu financiamento de um misterioso benfeitor. Graças ao financiamento, Caulder conseguiu criar uma substância química capaz de prolongar a vida. Finalmente, foi revelado que o benfeitor era um homem chamado General Immortus, que contratou Caulder para criar uma substância química para substituir a que prolongava sua vida por séculos, mas que agora estava falhando. Quando o jovem cientista descobriu a verdade sobre seu empregador, ele se recusou a continuar o trabalho. Immortus reagiu implantando um dispositivo explosivo na parte superior do tronco de Caulder, o que ele poderia explodir remotamente, e qualquer tentativa de removê-lo enquanto Niles vivesse também o detonaria. Caulder finalmente teve um plano para tirar a bomba, mas isso lhe custou a capacidade de andar. O incidente inspirou e lembrou Caulder que uma vida melhor pode vir da sobrevivência de um evento trágico, como o dele. Outro general e outro dispositivo explosivo, aparentemente, obliteraram a equipe da Patrulha do Destino, mas Niles e a maioria dos outros também voltaram disso.
Nos primeiros anos da Patrulha, Caulder não apenas manteve sua verdadeira identidade e aparência em segredo do público; até sua equipe o conhecia apenas como Chefe. Na edição #88 (Junho de 1964), sua terceira batalha contra Immortus força-o a dizer ao resto da Patrulha sua história e nome verdadeiro, que de repente e sem explicação se torna conhecimento público comum para o resto da série original dos anos 60 (até mesmo as duas minisséries de "flashback" que foi mostrada na parte de trás dos quadrinhos, detalhando como Cliff Steele e Larry Trainor se tornaram "malucos" e foram recrutados por Caulder, usando casualmente o nome).

## Pós-Crise nas Infinitas Terras
A história das costas de Caulder aparentemente permaneceu intacta após os eventos de Crise nas Infinitas Terras; no entanto, quando o escritor Grant Morrison assumiu o título da Patrulha do Destino (começando com o volume 2, #19), ele reinventou-o como um indivíduo frio, distante e um tanto misterioso. Perto do final de sua história, Morrison até revelou que Caulder havia sido responsável pelos "acidentes" que levaram os membros da Patrulha do Destino a obterem seus poderes, já que sua filosofia pessoal é que a verdadeira grandeza vem da superação de eventos trágicos.
Enquanto se voluntariava para o Peace Corps na década de 1960 em Calcutá, Índia, Niles Caulder conheceu Arani Desai e os dois se apaixonaram. Ele deu a sua imortalidade em sua noite de núpcias e a deixou em um monastério no Himalaia, sentindo o perigo de seu misterioso benfeitor.
Caulder havia sido contratado para desenvolver um soro para aumentar o tempo de vida de uma pessoa indefinidamente. Enquanto trabalhava no projeto, Caulder descobriu que seu misterioso benfeitor era na verdade um vilão chamado General Immortus. Immortus plantou uma bomba no peito de Caulder e só a retiraria quando Caulder tivesse desenvolvido o soro. Immortus atirou em Caulder e enquanto ele estava tecnicamente morto, seu robô cirurgião removeu a bomba e o ressuscitou. Devido à técnica cirúrgica bruta do robô, o chefe perdeu o uso de suas pernas. Temendo que Immortus nunca iria parar até que ele estivesse morto, ele decidiu formar uma equipe de heróis desajustados para lutar contra Immortus. Esta equipe se tornou a primeira encarnação da Patrulha do Destino.
Nos últimos anos, de acordo com o resumo acima, que ele manipulou as transformações da Patrulha do Destino original, foi revelado que Caulder também havia feito experimentos em outros personagens no mundo que tanto beneficiariam quanto destruiriam a humanidade. Os mais notáveis são um grupo amargo chamado A Irmandade do Mal, um grupo de pessoas que também vivem como "aberrações" e que são liderados por Brain. A Irmandade existe como uma organização paramilitar elitista envolvida em atos terroristas em todo o mundo, como a destruição da cidade americana Blüdhaven, ocasionalmente tentando o controle global da humanidade, e a morte e destruição de Niles Caulder por causar suas trágicas transformações.
No final da história de Grant Morrison da "Patrulha do Destino", Caulder é descoberto trabalhando em uma bomba de nanotecnologia que destruiria metade do mundo e o substituiria por humanos transformados em aberrações da natureza; sua teoria sendo que da destruição surgiria uma raça humana melhor. Ele mata o Tempest original, Joshua Clay, para proteger seu segredo, mas a Patrulha do Destino consegue impedir seus planos.
Durante esses eventos, ele é decapitado por uma criação de Dorothy Spinner, conhecida como Candlemaker. O Doutor Will Magnus, do Metal Men, constrói um novo corpo para o Chefe, dizendo que ele deveria tentar ajudar a Patrulha a compensar o que ele fez. Tornando-se um suicida com culpa, o Chefe afirma que ele nunca poderá fazer o suficiente para compensar suas ações, e usa seu novo corpo para arrancar sua cabeça. Magnus é capaz de salvar o Chefe levando a cabeça para uma câmara criogênica, mas depois disso o Chefe existe apenas como uma cabeça decepada em um balde de gelo. Ele expressa remorso por suas ações e reconstrói a Patrulha do Destino para continuar seus esforços na guerra contra crimes estranhos.
Nas edições finais da série, o chefe havia se combinado com "Alice Wired-for-Sound", uma das SRS (Sexually Remaindered Spirits), que impulsionou o DP Teleporter, como um meio para mais mobilidade. Durante o último arco da história, Imagine Ari's Friends, o Chefe morreu ao entrar na Árvore da Vida, a Sephirot.
Depois que o Superboy-Prime bateu nas barreiras da realidade, certos eventos foram reescritos, e Niles tem seu corpo de volta e ainda é o líder da equipe. Foi revelado que ele aparentemente ainda é responsável pela criação dos membros originais da Patrulha, embora afirmem tê-lo perdoado.
Caulder agora parece ter a intenção de expandir a Patrulha do Destino; ele já convenceu Mutano a voltar para a equipe e se juntar formalmente pela primeira vez, e conseguiu que Abelha e Vox participassem da equipe. No entanto, Robin duvida dos motivos do Chefe, e depois de vê-lo manipular a Mulher-Elástica, Robin o acusa de fazer lavagem cerebral na Patrulha do Destino, mantendo-os dependentes dele. De sua parte, Caulder afirma que, ao se juntar à Patrulha do Destino, os membros da equipe "não precisarão mais ser malucos". Mais tarde, quando Caulder é ouvido dizendo ao Demônio Vermelho que seus companheiros de equipe não gostam dele e ele deve se juntar à Patrulha do Destino, os outros finalmente conseguem ver que ele está controlando-os com medo e auto-aversão. Enquanto Caulder diz que eles precisam dele, Mento finalmente tira o capacete, permitindo que ele pense com clareza. Mento então informa ao Chefe que ele não é mais seu líder e se ele falar com a Mulher-Elástica ou com Mutano assim novamente, ele destruirá o intelecto de Caulder. Chocado com isso, o Chefe sai apressado para seu laboratório.
Também na história de Teen Titans, é também revelado que Caulder assassinou brutalmente o cientista que se tornaria o vilão "Cérebro" porque ambos estavam trabalhando na poção do General Immortus e Caulder estava com ciúmes da genialidade de Cérebro e tentou explodir o laboratório do outro cientista, a fim de forçá-lo a se tornar o Homem-Robô antes do acidente de Cliff Steele que fez dele o personagem de mesmo nome. Cérebro também revela que ele e a Patrulha do Destino não são os únicos humanos inocentes cujos corpos são mutilados contra sua vontade por Caulder para criar sua própria equipe pessoal de super-heróis. Dois personagens nunca antes mencionados (Electric Blu e o Human Cannon) e uma Garota Negativa (possivelmente uma retcon de Valentina Vostok) estão em algum lugar, tendo rejeitado Caulder pelos danos que ele infligiu a eles.
Recentemente, Caulder projetou uma nova sala de treinamento para a Liga da Justiça. Ele também aparece em "Four Horsemen" #4, aparentemente de volta a liderança da Patrulha do Destino.
Durante o enredo da Patrulha do Destino em Blackest Night, Caulder é atacado por sua ex-esposa Celsius que havia sido ressuscitada como integrante da Tropa dos Lanternas Negros. Durante seu ataque, Celsius só é capaz de detectar a avareza como a emoção dominante no corpo de Niles, toda a sua aura emocional colorida fica laranja. Usando seus poderes de controle de temperatura, Celsius congela e quebra as pernas de Caulder. Ela então vai para matar, com o objetivo de arrancar seu coração. Caulder é salvo pela intervenção de um homem com um buraco negro em seu rosto, que aprisiona Celsius em uma bolha de energia. Incapaz de derrotar os Lanternas Negros, Caulder utilizou um portal para mandá-los todos para a Liga da Justiça, na esperança de que eles fossem capazes de lidar com o problema. No entanto, finalmente derrotado pela dor excruciante de suas pernas destruídas, ele cede finalmente e parece cair inconsciente.
Caulder mais tarde ganha o corpo de um kryptoniano e duplica com sucesso a capacidade de absorver a radiação solar amarela nas células, transformando-se em um "Super-homem". Caulder, em seguida, ataca sua equipe, antes de sair para fazer seu trabalho sozinho. Ele rouba todos os mísseis do planeta e os despeja na Antártida e ataca as Nações Unidas em suas tentativas de fazer "um mundo melhor". Ele só pára quando seu computador de laboratório, "Millicent", transmite uma sequência de luzes através dos olhos do Homem-Robô e entra na sua vista, fechando neurologicamente o cérebro de Caulder. Seu corpo comatoso é então colocado em armazenamento na Ilha Oolong. Depois, a Patrulha do Destino descobre que alguém invadiu e roubou o corpo em coma de Caulder.
Em "Os Novos 52", de 2011, a DC Comics reiniciou seu universo, e um jovem e saudável Niles Caulder é apresentado na edição #4 de The Ravagers. Operando uma instalação profunda de ciências e engenharia subterrânea localizada em Los Angeles, ele fornece sedes e treinamento de combate para a equipe em sua campanha contra a organização da N.O.W.H.E.R.E. Infiltrando o composto, Caulder é capturado junto com o resto dos Ravagers pelo Exterminador a mando de Harvest.
Durante os eventos de Forever Evil, é revelado que Niles Caulder criou uma Patrulha do Destino desde sua última aparição e parece estar livre de Harvest. Essa Patrulha do Destino foi, infelizmente, morta por Johnny Quick e Atomica, que são integrantes do Sindicato do Crime da América, exceto por Celsius e Tempest que, de acordo com Lex Luthor, falsificaram suas mortes para escapar deles, levando Caulder a fazer planos para "recomeçar". Após a derrota do Sindicato do Crime, Caulder e a recém-criada Patrulha do Destino são apresentados na edição #30 da Liga da Justiça. A formação consiste na formação clássica da equipe, em 1963, com Homem-Robô, Mulher-Elástica, Homem-Negativo e - M.I.A. Integrante da Liga da Justiça - Mulher-Elemento.

### Young Animal
A Patrulha do Destino é contatada por Niles Caulder na edição #7 e embarca em uma missão com ele liderando. A missão fica descontrolada e é revelado que Niles Caulder está apostando novamente, levando a equipe a despejá-lo como líder e como membro da equipe. Isso marca a equipe tendo uma nova iteração da Patrulha do Destino.

## Poderes e habilidades
Chefe tem intelecto de nível genial.

## Em outras mídias

### Televisão

#### Animação
- O Chefe (ao lado dos membros da Patrulha do Destino: Homem-Negativo, Homem-Robô, e Mulher-Elástica) aparece no episódio "The Last Patrol!" da série Batman: The Brave and the Bold, e foi dublado por Richard McGonagle. Nesta versão, ele permanece estoico. Embora ele esteja um pouco aborrecido com a forma como a mídia continua a discursar sobre a Patrulha do Destino quando a assiste na TV. Só então, ele é atacado por Cérebro e Monsieur Mallah até Batman chegar e ajudar o Chefe a combatê-los. Batman e Chefe deduzem que eles devem achar a Patrulha do Destino caso antigos inimigos da Patrulha do Destino estiverem atrás dos outros membros. Eles encontram a Mulher-Elástica em uma mansão à beira-mar, onde o Mutant Master e seus lacaios atacam. Em seguida, o Chefe e o Batman acabam encontrando o Homem-Negativo em um carnaval onde o Animal-Vegetable-Mineral Man ataca. Finalmente, o Homem-Robô é localizado perto de um local de testes de carros quando o Arsenal ataca. Depois que o Arsenal é derrotado, Batman e a Patrulha do Destino são atacados por um gás lançado de um navio pilotado pelo General Zahl. Quando está no navio, o Chefe admite a Batman, a pedido do General Zahl, que a Patrulha do Destino se separou porque não conseguiu salvar a vida de uma mulher que o General Zahl tinha sob a mira de uma arma na França. Quando o General Zahl acaba usando detonadores em duas ilhas com o evento sendo televisionado, o Chefe diz à Patrulha do Destino para fazer sua própria escolha depois que o Batman se libertar. A Patrulha do Destino sacrifica suas vidas para parar o detonador na ilha enquanto Batman nocauteia os vilões que o General Zahl montou.

- O Chefe aparece no curta "Doom Patrol" da "DC Nation Shorts", sendo dublado por Jeffrey Combs.

- O Chefe aparece na terceira temporada de Justiça Jovem, sendo dublado por Scott Menville.

#### Live-action
- O Chefe apareceu na série de TV dos  Titans, e foi interpretada por Bruno Bichir.[12]
  - O Chefe também aparecerá na série de spin-off Doom Patrol, sendo interpretado agora por Timothy Dalton.[13]

### Variado
O Chefe (juntamente com os outros membros da Patrulha do Destino) foi destaque na edição 7 dos quadrinhos Batman: The Brave and the Bold.